# Integrierte Optik
Die integrierte Optik (IO), auch Photonisch Integrierte Schaltung (englisch photonic integrated circuit, kurz PIC) ist das Teilgebiet der technischen Optik, das sich mit der Entwicklung integrierter optischer Systeme beschäftigt. Diese Systeme sind auf einem Substrat untergebracht und zeichnen sich durch eine hohe Funktionalität (Lichtquellen, Wellenleiter, Strahlteiler, Intensitäts- oder Phasen-Modulatoren, Filter, Schalter usw.) aus. Die integrierte Optik ist mit integrierten Schaltkreisen (IC) vergleichbar, allerdings ist die Integrationsdichte nicht so hoch wie bei den ICs.
Erste integriert-optische Bauelemente in der Größenordnung weniger Quadratzentimeter wurden bereits in den 1970er Jahren entwickelt. In den 1990er Jahren wurden integriert-optische Elemente in Datennetzen eingesetzt. Die Entwicklung profitiert von
GaAlAs- und InGaAsP-Laserdioden, verlustarmen Glasfasern und der Lithographie. Seit den 1990er Jahren treten integrierte optische Bauelemente im Konsumerbereich, z. B. für CD-Spieler, CD-ROM, sowie in der optischen Nachrichtentechnik auf.
Ziel der Integrierten Optik ist es u. a., alle zum Aufbau eines optischen Kommunikationsnetzes erforderlichen Funktionalitäten auf einem integrierten optischen Schaltkreis unterzubringen und den Umweg über elektrische Signale zu vermeiden. Auch der im Vergleich zu (heute üblichen) elektrischen Integrierten Schaltungen geringere Energieverbrauch von photonischen Integrierte Schaltungen in Verbindung mit hohen Geschwindigkeiten ist vielversprechend für zukünftige Computer-Anwendungen.

## Materialien
Typische Materialien der integrierten Optik sind Glas, Silizium, Polymere (besonders Photopolymere) und dielektrische Kristalle, zum Beispiel Lithiumniobat. Letzteres hat interessante elektrooptische, akustooptische und nichtlineare optische Eigenschaften.
Um aus diesem Material optische Schaltkreise mit bestimmten Funktionen herzustellen, wird der Kristall mit Titan dotiert, mit Protonenaustauschverfahren bearbeitet oder mit Elementen aus der Gruppe der seltenen Erden dotiert.

## Bauelemente

### Akustooptische Schaltkreise
Haupteinsatzgebiet dieser mit Ultraschallwellen arbeitenden Bauelemente sind Kommunikationssysteme. Es werden Wellenlängen-Filter, Schalter und Multiplexer hergestellt.

### Mikrooptische Laser, Verstärker und Dotierungselemente

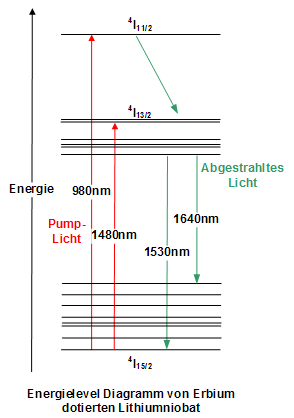
Mit Er^{3+} dotiertes LiNbO_{3}

Um laseraktive Bauelemente oder optische Verstärker herzustellen, werden Gläser oder Kristalle mit den Elementen aus der Gruppe der seltenen Erden (Praseodym, Neodym, Erbium, Thulium, Ytterbium) dotiert.
Am interessantesten ist Erbium, da die mit Erbium dotierten Kristalle, Gläser und Lichtwellenleiter Infrarotstrahlung im Bereich um 1550 nm erzeugen bzw. verstärken können. Bei dieser Wellenlänge besitzen Lichtwellenleiter aus Quarzglas ein Dämpfungsminimum, weshalb dieser Wellenlängenbereich in Glasfasernetzen der Telekommunikation vorrangig genutzt wird.
Gepumpt werden Erbium-dotierte Lithiumniobatlaser und Erbium-dotierte Faserverstärker mit Diodenlasern mit einer Wellenlänge von 980 nm oder 1480 nm. Das Diagramm rechts zeigt die Energieniveaus.
Als Strahlungsquelle kommen vielfach auch Halbleiterlaser direkt zum Einsatz. Sie können ebenfalls bei 1550 nm arbeiten.

### Mischer und optisch-parametrische Oszillatoren
Mischer, Frequenzvervielfacher und optisch-parametrische Oszillatoren (OPO) dienen der Frequenzumwandlung, um aus kohärentem Licht einer Frequenz kohärentes Licht in anderen Frequenzbereichen zu erzeugen. Es gibt Frequenzbereiche, die mit den derzeitigen Laserquellen nicht abgedeckt werden können. Durch ein nichtlineares Element kann Laserlicht in einen anderen Frequenzbereich gewandelt oder auch ein durchstimmbarer Laser geschaffen werden.

### Passive integriert optische Komponenten
Passive integriert optische Komponenten sind planare Lichtwellenleiterstrukturen (PLWL, engl. PLC), in denen mehrere passive Wellenleiterfunktionen auf einem Chip monolithisch integriert sind. Solche Bauteile werden inzwischen in großen Stückzahlen in faseroptischen Übertragungssystemen (FTTH) eingesetzt. Die Funktion dieser Bauteile ist hauptsächlich die Verteilung der Lichtsignale von einer Übertragungsfaser auf viele Fasern bzw. deren Umkehrung. Solche Verzweiger, auch Splitter genannt, ermöglichen eine Baumstruktur, wie sie in den PON-Systemen (z. B. GPON) benötigt werden. Heute sind monomodige Verzweiger 1×N und 2×N mit bis zu 64 Kanälen kommerziell erhältlich und sind im gesamten Übertragungsbereich der Standardtelekomfaser von 1260 bis 1650 nm einsetzbar.
Die am längsten bekannte und im Einsatz erprobte Technologie zur Herstellung solcher Bauteilen beruht auf dem Ionenaustauschverfahren in Glas (Ken Koizumi, 1971). Dabei werden durch eine entsprechende photolithographisch erzeugte Metallmaske Natriumionen des Glases lokal begrenzt durch Silberionen ersetzt. Die Silberionen bewirken eine Brechzahlerhöhung in den durch die Maske vorgegebenen Bahnen und formen somit die Wellenleiterstruktur.
Bei diesem zunächst rein thermischen Ionenaustausch entstehen Oberflächenwellenleiter, deren Geometrie und Übertragungseigenschaften noch nicht den technologischen Anforderungen bezüglich Dämpfung und Umweltstabilität genügen. Dies erreicht man durch eine zweite im elektrischen Feld durchgeführte Diffusion, bei der man die oberflächennahen Silberionen mit Natriumionen aus einer Salzschmelze in das Glasinnere vergräbt. Die so erhaltenen Wellenleiter liegen ca. 15 Mikrometer unter der Glasoberfläche und zeigen ausgezeichnete Übertragungseigenschaften und Langzeitstabilität. In den OPAL-Netzen der Deutschen Telekom sind auf diese Art hergestellte Wellenleiter seit 1993 im Einsatz und weisen keinerlei Degenerationserscheinungen auf. In Deutschland wurden solche Wellenleiterkomponenten von der Firma IOT (früheres Tochterunternehmen von Schott Glas und Carl Zeiss) im Rahmen eines von der deutschen Bundesregierung geförderten nationalen Forschungs- und Entwicklungsprojektes in den 1980er Jahren entwickelt und werden heute von der Firma LEONI Fiber Optics GmbH hergestellt.
Eine alternative Chiptechnologie basiert auf Abscheideverfahren von Quarzglas- bzw. dotierten Quarzglasschichten auf einem Substrat aus Silizium oder Quarzglas. Hierbei entstehen die Wellenleiterstrukturen durch Herausätzen aus einer höherbrechenden Schicht (z. B. einer germaniumdotierten Quarzglasschicht). Die so entstandenen Strukturen werden anschließend durch eine weitere Quarzglasschicht abgedeckt. Man bezeichnet auf solche Art hergestellte passive Strukturen als „Silica on Silicon“ oder „Silica on Silica“-Wellenleiter (SiOS). Wie die ionenausgetauschten Wellenleiter sind die SiOS-Wellenleiter ebenfalls dämpfungsarm und breitbandig. Allerdings weisen sie wegen der Schichtstruktur aus Materialien unterschiedlicher thermischer Ausdehnung eine deutlich höhere Polarisationsempfindlichkeit, insbesondere bei schwankenden Temperaturen, auf.
Bei den Verzweigerkomponeten für Telekommunikationsanwendungen sind die folgenden Eigenschaften von Bedeutung (in Klammern werden jeweils typische Werte für das Beispiel 1×8-Verzweiger angegeben):
- Wellenlängenbereich: 1260 bis 1650 nm
- Einfügeverluste: < 10,8 dB  †
- Gleichmäßigkeit: < 1 dB
- Rückflussdämpfung: < 55 dB
- polarisationsabhängige Verluste: < 0,15 dB
- temperaturabhängige Verluste: < ±0,1 dB
- Arbeitstemperatur: −40 bis 85 °C

Durch Modifikation der Herstellungsparameter lassen sich auch andere Wellenleitereigenschaften entwickeln. Passive integriert-optische Wellenleiterchips sind heute auch für Wellenlängenbereiche bis hinunter zu 600 nm möglich. Auch komplexere Strukturen wie Interferometer oder wellenlängenabhängige Funktionen können realisiert werden. Solche komplexeren optischen Chips sind für verschiedene Anwendungen wie Sensorik, Messtechnik, Diagnostik etc. von Interesse, weil sie die Möglichkeit einer starken Miniaturisierung und erheblichen Kosteneinsparung durch Integration bieten.
Anmerkungen: